# Godków (województwo zachodniopomorskie)
Godków (niem. Jadickendorf N/M) – wieś w Polsce, położona w województwie zachodniopomorskim, w powiecie gryfińskim, w gminie Chojna.
Wieś składa się z dwóch części, starsza jest owalnicą z zabytkowym kościołem z XIII wieku, nowa to ulicówka powstała pod koniec XIX wieku w związku z budową stacji kolejowej Godków położonej na tzw. magistrali odrzańskiej.
W latach 1954–1959 wieś należała i była siedzibą władz gromady Godków, po jej zniesieniu w gromadzie Chojna. W latach 1975–1998 wieś administracyjnie należała do województwa szczecińskiego.

## Integralne części wsi
| SIMC    | Nazwa          | Rodzaj |
| ------- | -------------- | ------ |
| 0773647 | Godków-Osiedle | osada  |
| 0773653 | Kaliska        | osada  |

## Zabytek
- Kościół z XIII w. w wyniku wielokrotnych przebudów nabył cech romańskich, zakrystia barokowa, a wieża neogotycka. W południowej ścianie znak szachownicy, stanowiący znak cechowy mistrza, który wznosił świątynię[7].